# Aeschynomene rosei
Aeschynomene rosei là một loài thực vật có hoa trong họ Đậu. Loài này được C.V.Morton miêu tả khoa học đầu tiên.